# Homalictus
Homalictus (лат.) — род пчёл из семейства Halictidae. Ранее рассматривался в статусе подрода в составе рода Lasioglossum понимаемого в широком таксономическом объёме.

## Распространение
Австралия и острова Океании (Марианские острова, Самоа, Фиджи), а также Шри-Ланка, Юго-Восточная Азия, Китай.

## Характеристика
Пчёлы мелкого размера (около 5 мм). Основная окраска чёрная. Голова и грудь покрыты волосками (опушение самок более плотное и длинное); длинные волоски на нижней стороне брюшка. Мандибулы могут быть простыми или двузубчатыми. Проподеум имеет слабый киль вдоль заднего спинного края. На задних голенях несколько шипиков (у видов Океании обычно от 1 до 2 шипиков, у H. fijiensis от 4 до 18 шипиков). Когти всех исследованных образцов были расщеплены. Базальная жилка переднего крыла изогнутая. Подусиковые поля отсутствуют. Язычок короткий. В переднем крыле 3 субмаргинальные ячейки. Ведут одиночный образ жизни. Гнездятся в почве.

## Классификация
Род пчёл из трибы Halictini подсемейства Halictinae, близкий к Lasioglossum и ранее включаемый в его состав в качестве подрода. Впервые был выделен в 1919 году американским энтомологом Теодором Коккереллем.
Выделяют подроды Papualictus Michener 1980, Quasilictus Walker 1986 и номинативный.
Около 150 видов.
- Homalictus achrostus Michener, 1979
  - =Lasioglossum achrostum (Michener, 1979)
- Homalictus adiazetus Walker, 1997
  - =Lasioglossum adiazetum (Walker, 1997)
- Homalictus altissimus  Pauly, 1986
  - =Lasioglossum altissimum (Pauly, 1986)
- Homalictus atrus  Walker, 1986[9]
  - =Lasioglossum atrum (Walker, 1986)
- Homalictus blackburni  (Cockerell, 1910)
  - =Halictus crinitus Friese, 1924;
  - =Halictus blackburni Cockerell, 1910
- Homalictus brevicornutus  Walker, 1986
  - =Lasioglossum brevicornutum (Walker, 1986)
- Homalictus cassiaefloris  (Cockerell, 1914)
- Homalictus cocos  Pauly and Munzinger, 2003
  - =Lasioglossum cocos (Pauly and Munzinger, 2003)
- Homalictus ctenander  Michener, 1965
- Homalictus exleyae  (Walker, 1986)[9]
- Homalictus dampieri  (Cockerell, 1905)
- Homalictus dotatum  (Cockerell, 1912)
- Homalictus atritergus Dorey et al., 2019
- Homalictus concavus Dorey et al., 2019
- Homalictus fijiensis (Perkins & Cheesman, 1928)
- Homalictus groomi Dorey et al., 2019
- Homalictus hadrander Michener, 1979
- Homalictus kaicolo Dorey et al., 2019
- Homalictus murrayi  (Cockerell, 1905)
- Homalictus nadarivatu Dorey et al., 2019
- Homalictus ostridorsum Dorey et al., 2019
- Homalictus sphecodopsis (Cockerell, 1905)
- Homalictus tasmaniae  (Cockerell, 1905)
- Homalictus tatei  (Cockerell, 1910)
- Homalictus taveuni Dorey et al., 2019
- Homalictus terminalis Dorey et al., 2019
- Homalictus thor  (Cockerell, 1929)
- Homalictus tuiwawae Dorey et al., 2019
- Homalictus versifrons (Perkins & Cheesman, 1928)
- Homalictus woodsi  (Cockerell, 1910)
- другие виды